# Pehr Löfling
Pehr Löfling (* 31. Januar 1729 in Tollfors bruk; † 22. Februar 1756 in Venezuela) war ein schwedischer Botaniker. Sein offizielles botanisches Autorenkürzel lautet „Loefl.“

## Leben
Pehr Löfling studierte ab 1743 an der Universität Uppsala und war dort ein Schüler von Carl von Linné. 1751 ging er nach Madrid, wo er als Professor lehrte. 1751 bis 1753 unternahm er botanische Reisen auf der Iberischen Halbinsel, 1754 bis 1756 im nördlichen Südamerika. 1756 starb er auf der Missionsstation „Murrecurri“ (auch „Merercuri“) in Venezuela an der Malaria.

## Ehrungen
Die Pflanzengattung Loeflingia L. aus der Familie der Nelkengewächse (Caryophyllaceae) und die Gattung Pehria Sprague aus der Familie der Weiderichgewächse (Lythraceae) ist nach ihm benannt worden.

## Schriften
- Gemmae Arborum. 1749 (Digitalisat, PDF; 7,51 MB) – Dissertation.
- Iter Hispanicum, eller resa til Spanska Länderna uti Europa och America 1751–1756. 1758 (postum von Carl von Linné veröffentlicht; übersetzt 1766 von A. B. Kölpin unter dem Titel „Reise, nach den Spanischen Ländern in Europa und America“).